# Дзеляви
Дзеляви (пол. Dzielawy, нім. Dzielau, 1936-45: Teilbach) — село в Польщі, у гміні Польська Церекев Кендзежинсько-Козельського повіту Опольського воєводства.
Населення — 156 осіб (2011).

## Демографія
Демографічна структура станом на 31 березня 2011 року:
|          | Загалом | Допрацездатний вік | Працездатний вік | Постпрацездатний вік |
| -------- | ------- | ------------------ | ---------------- | -------------------- |
| Чоловіки | 79      | 15                 | 55               | 9                    |
| Жінки    | 77      | 7                  | 52               | 18                   |
| Разом    | 156     | 22                 | 107              | 27                   |